# La Maroquinerie

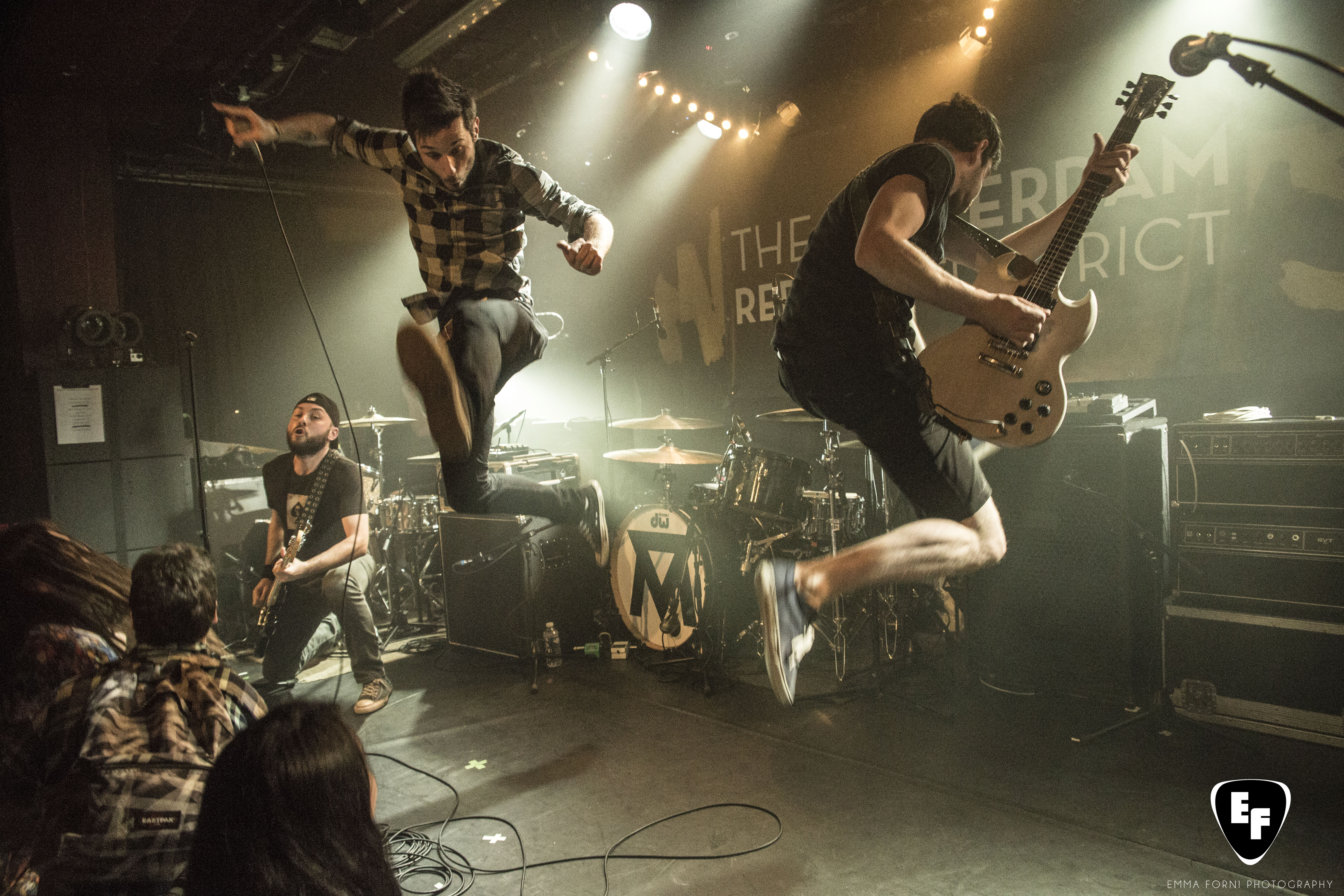
Le groupe TARLD en concert à La Maroquinerie le 10 mars 2015 en ouverture du groupe Marmozets.

La Maroquinerie est une salle de concert et un restaurant, situé au 23 rue Boyer dans le 20e arrondissement de Paris.

## Présentation

### Historique

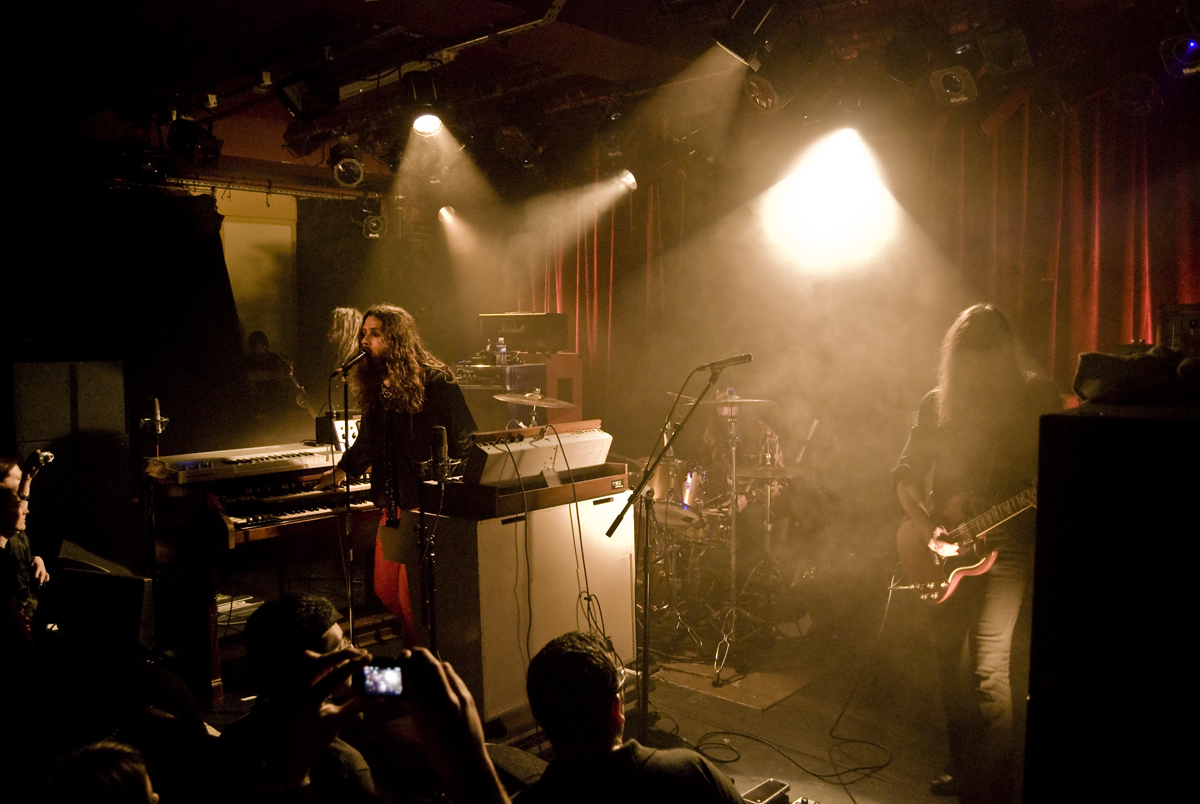
Bigelf en concert à la Maroquinerie en 2010.

La Maroquinerie est située au 23 rue Boyer dans le 20e arrondissement de Paris. La structure existe depuis 1997 et comporte une salle d'une capacité de 500 personnes mais aussi un restaurant-bar ouvert tous les soirs. Comme son nom l'indique, La Maroquinerie est installé dans un ancien atelier de travail du cuir. La géographe Anne Clerval note que La Maroquinerie se situe dans un quartier en pleine gentrification et constitue un exemple de transformation d'un lieu industriel en un lieu artistique « branché ». Les sociologues Michel Pinçon et Monique Pinçon-Charlot soulignent également le passé ouvrier de ce lieu.
Il s'agit d'un lieu privé détenteur de la licence 1 d'entrepreneur de spectacle.

### Programmation
La programmation musicale est « éclectique » : rock, indé, électro, folk ou encore reggae, funk ou musiques du monde. De nombreux artistes français de musiques actuelles y ont joué, comme Les Ogres de Barback, Les Troubadours du Désordre, Kent, Olivia Ruiz, Eiffel, Sinsemilia, ainsi que des groupes de rock britannique comme The Kooks et Kasabian.
Coldplay, qui n'avait alors pas encore sorti son premier album, y donne un concert au printemps 2000.
Lomepal y a fait la 2e date de sa « tournée fantôme » de Mauvais Ordre le 18 septembre 2022.